# Kelvin Medal
Die Kelvin Medal (Kelvin-Preis) ist ein seit 1994 jährlich vom Institute of Physics vergebener Preis für öffentliche Vermittlung der Physik, also zum Beispiel an Sachbuchautoren und Journalisten. Er ist nach Lord Kelvin benannt und mit 1000 Pfund dotiert.

## Preisträger
- 1996 Frank Close
- 1997 Brian W. Delf
- 1998 Lesley Glasser
- 1999 John Anthony Scott
- 2000 Colin Humphreys
- 2001 Paul Davies
- 2002 Peter Kalmus
- 2003 Peter Barham
- 2004 Michael Gluyas, Wendy Gluyas
- 2005 Heather Reid, BBC Scotland, Physik für Schulkinder
- 2006 Kathy Sykes, Universität Bristol, Initiatorin des Cheltenham Science Festival, TV-Beiträge
- 2007 Charles Jenkins, Australian National University für die Entwicklung von Lab in a Lorry (Labor im Lieferwagen)
- 2008 Simon Singh
- 2009 John D. Barrow
- 2010 Brian Cox, Professor in Manchester, für Beiträge in Rundfunk und Fernsehen
- 2011 Jim Al-Khalili, Professor an der University of Surrey
- 2012 Graham Farmelo, insbesondere für seine Biographie von Paul Dirac
- 2013 Jeff Forshaw, University of Manchester
- 2014 Tim O’Brien und Teresa Anderson, University of Manchester
- 2015 Christopher Lintott, University of Oxford
- 2016 Brady Haran, Michael Merrifield, Philip Moriarty, University of Nottingham
- 2017 Wendy Sadler, Science Made Simple, Cardiff University
- 2018 Bobby Acharya, King’s College London
- 2019 Philip Ball, BBC
- 2020 Maggie Aderin-Pocock, University College London, BBC
- 2021 Robert P. Crease, Stony Brook University, Physics World
- 2022 Sharon Ann Holgate, freie Wissenschaftsjournalistin
- 2023 Team des The School’s Observatory (Stacey Habergham-Mawson, Emma Smith, Alison Keen, Jenifer Claydon, Christopher Leigh, Vicki Last, Andrew Newsam)